# Ogtaï Chikhaliyev
 (juin 2022).
La mise en forme du texte ne suit pas les recommandations de Wikipédia : il faut le « wikifier ».
Les points d'amélioration suivants sont les cas les plus fréquents :
- Les titres sont pré-formatés par le logiciel. Ils ne sont ni en capitales, ni en gras.
- Le texte ne doit pas être écrit en capitales (les noms de famille non plus), ni en gras, ni en italique, ni en « petit »…
- Le gras n'est utilisé que pour surligner le titre de l'article dans l'introduction, une seule fois.
- L'italique est rarement utilisé : mots en langue étrangère, titres d'œuvres, noms de bateaux, etc.
- Les citations ne sont pas en italique mais en corps de texte normal. Elles sont entourées par des guillemets français : « et ».
- Les listes à puces sont à éviter, des paragraphes rédigés étant largement préférés. Les tableaux sont à réserver à la présentation de données structurées (résultats, etc.).
- Les appels de note de bas de page (petits chiffres en exposant, introduits par l'outil «  Source ») sont à placer entre la fin de phrase et le point final[comme ça].
- Les liens internes (vers d'autres articles de Wikipédia) sont à choisir avec parcimonie. Créez des liens vers des articles approfondissant le sujet. Les termes génériques sans rapport avec le sujet sont à éviter, ainsi que les répétitions de liens vers un même terme.
- Les liens externes sont à placer uniquement dans une section « Liens externes », à la fin de l'article. Ces liens sont à choisir avec parcimonie suivant les règles définies. Si un lien sert de source à l'article, son insertion dans le texte est à faire par les notes de bas de page.
- La présentation des références doit suivre les conventions bibliographiques. Il est recommandé d'utiliser les modèles {{Ouvrage}}, {{Chapitre}}, {{Article}}, {{Lien web}} et/ou {{Bibliographie}}. Le mode d'édition visuel peut mettre en forme automatiquement les références.
- Insérer une infobox (cadre d'informations à droite) n'est pas obligatoire pour parachever la mise en page.

Pour une aide détaillée, merci de consulter Aide:Wikification.
Si vous pensez que ces points ont été résolus, vous pouvez retirer ce bandeau et améliorer la mise en forme d'un autre article.
Ogtaï Chikhaliyev (en azéri: Oqtay Yusif oğlu Şıxəliyev; né le 3 septembre 1931 à Bakou et mort le 31 janvier 2012 à Bakou) est un peintre azéri, artiste émérite de la RSS d'Azerbaïdjan (1982), Artiste du peuple d'Azerbaïdjan (1992).

## Biographie
De 1947 à 1952, Oktay Shikhaliyev étudie à l'école d'art Azim Azimzade, dont il sort diplômé avec mention. En 1952, Shikhaliev entre à l’École de peinture de Leningrad, dont il sort diplômé en 1958.
En 1958, Chikhaliev remporte la médaille d'or du Festival de la jeunesse républicaine et reçoit un diplôme du premier degré. Après son retour à Bakou, il s’est engagé dans l'art monumental et décoratif. Il participe à des expositions républicaines et de toute l'Union avec des peintures et des œuvres décoratives et appliquées. Il travaille dans des villes d'Azerbaïdjan telles que Gandja, Mingatchevir, Chamkir, Lankaran, Bakou et d’autres).

## Les travaux
Chikhaliyev est l’auteur la décoration en mosaïque de l'usine de climatisation de Bakou (1975), la station maritime de Bakou (1970), la façade de la fabrique de chaussures de Bakou (1980), l'hôtel Touriste (1973, avec G. Radjabov), ainsi que la station de métro Memar Adjami, 26 commissaires de Bakou (maintenant Sahil) et XI Armée rouge  (maintenant 20 janvier), panneau de mosaïque Aux étoiles sur la façade de l'école de Bakou, etc. Parmi les portraits peints par l'artiste, on peut noter:
- Ma petite noire
- Tariste Mansurov,
- Nigar,
- Fille,
- Chimiste,
- Gobystan,
- L'assaut de Koura,
- Conséquences de la Guerre, etc.

Les œuvres d'Oktay Shikhaliyev se trouvent au Musée des Arts d'Azerbaïdjan, au Musée des Arts de Novossibirsk, ainsi qu'aux musées d'art oriental de Moscou et de Saint-Pétersbourg. Le musée d'Alger abrite le tableau Nigar (1970). Certaines des œuvres de l'artiste sont conservées dans des collections privées en Azerbaïdjan, en France, en Allemagne, etc. Chikhaliev fait également des voyages d'affaires créatifs au Mexique, en Allemagne, au Canada et dans d'autres pays.

## Activité pédagogique
En 1963-1967, Chikhaliyev enseigne au College d’Art de Bakou. Depuis 1967, Oktay Shikhaliyev enseigne à l'Institut des arts M. Aliyev (depuis 1969 - maître de conférences).
À partir du 25 décembre 1985, ile est nommé professeur associé, et à partir du 8 janvier 1993, professeur du département de dessin de l'Académie des Arts d'Etat d'Azerbaïdjan. Le 31 mars 1970, le Présidium du Soviet suprême de l'URSS lui décerne la médaille commémorative pour son travail vaillant.